# 樂間
乐间（？—？），中国战国时代政治人物，乐毅的儿子，父子二人都往来于赵国、燕国之间。在乐毅于赵国去世后，燕王令乐间袭封昌国君。当燕王喜想打赵国时，乐间劝阻，燕王不听，结果赵将廉颇大败燕军，燕国相栗腹和卿秦被俘虏，乐间和父亲一样，弃燕归赵。最后在赵国去世。

## 延伸阅读
[在维基数据编辑]
 《史記/卷080》，出自司馬遷《史記》